# Dyptyk z Bargello
Dyptyk z Bargello – dzieło anonimowego twórcy zwanego Mistrzem Dyptyku z Bargello reprezentuje gotyckie malarstwo tablicowe. Obraz ten jest wczesnym przykładem nurtu w malarstwie i rzeźbie gotyckiej przełomu XIV i XV w. zwanym stylem pięknym. 
Tematem znajdującego się we florenckim Museo Nazionale di Bargello dyptyku (namalowanym techniką tempery na desce, którego każde skrzydło ma wymiary 50 x 31 cm.) są dwa wątki z życia Chrystusa - Adoracja Dzieciątka oraz Ukrzyżowanie.
Lewe skrzydło ilustruje Adorację Dzieciątka. Siedząca na wytwornym łożu pod gołym niebem Maria z Dzieciątkiem zwraca się do kłaniających się Jemu Trzech Króli, którzy zdejmują swoje korony. Zza łoża wyłania się postać służącej która kładzie dłoń na poduszce. Przy lewym górnym narożu zza skalnych rozpadlin widać nadjeżdżających z przeciwnych kierunków giermków. W prawym dolnym rogu siedzi święty Józef ukazany w momencie mycia nóg.
Stanowi to rodzajowy akcent w cieniu reprezentacyjnej i pełnej dworskiego wytworu sceny. 
Na prawym skrzydle przedstawiona jest Ukrzyżowanie, w którym dominuje nastrój dramatyzmu co ilustrują wypływające strugi krwi z ran Zbawiciela oraz pogrążone w smutku Maria i Maria Magdalena. Grupy postaci zostały rozmieszczone w dwóch rzędach, dolną strefę tworzą święci oprócz Marii, Marii Magdaleny i Jana Ewangelisty stojących po prawicy Chrystusa po Jego lewicy ukazano Jana Chrzciciela trzymającego w dłoniach Baranka Bożego i Katarzynę Aleksandryjską z kołem. 
Sprawa proweniencji tego dzieła podobnie jak w przypadku wielu dzieł stylu pięknego jest trudna do określenia. Nie jest wyjaśnione miejsce wykonania i zleceniodawca dzieła. Od strony formalnej widoczne sa tu wpływy ówczesnego malarstwa zarówno jak francuskiego, kiedy to prym wiodły takie ośrodki artystyczne jak Paryż, Burgundia i Awinion, ale również malarstwa czeskiego z Mistrzem Ołtarza z Trzeboni na czele. 